# Jlamprang (Leksono)
Jlamprang is een bestuurslaag in het regentschap Wonosobo van de provincie Midden-Java, Indonesië. Jlamprang telt 2702 inwoners (volkstelling 2010).